# St. Wolfgang (Rothenburg ob der Tauber)

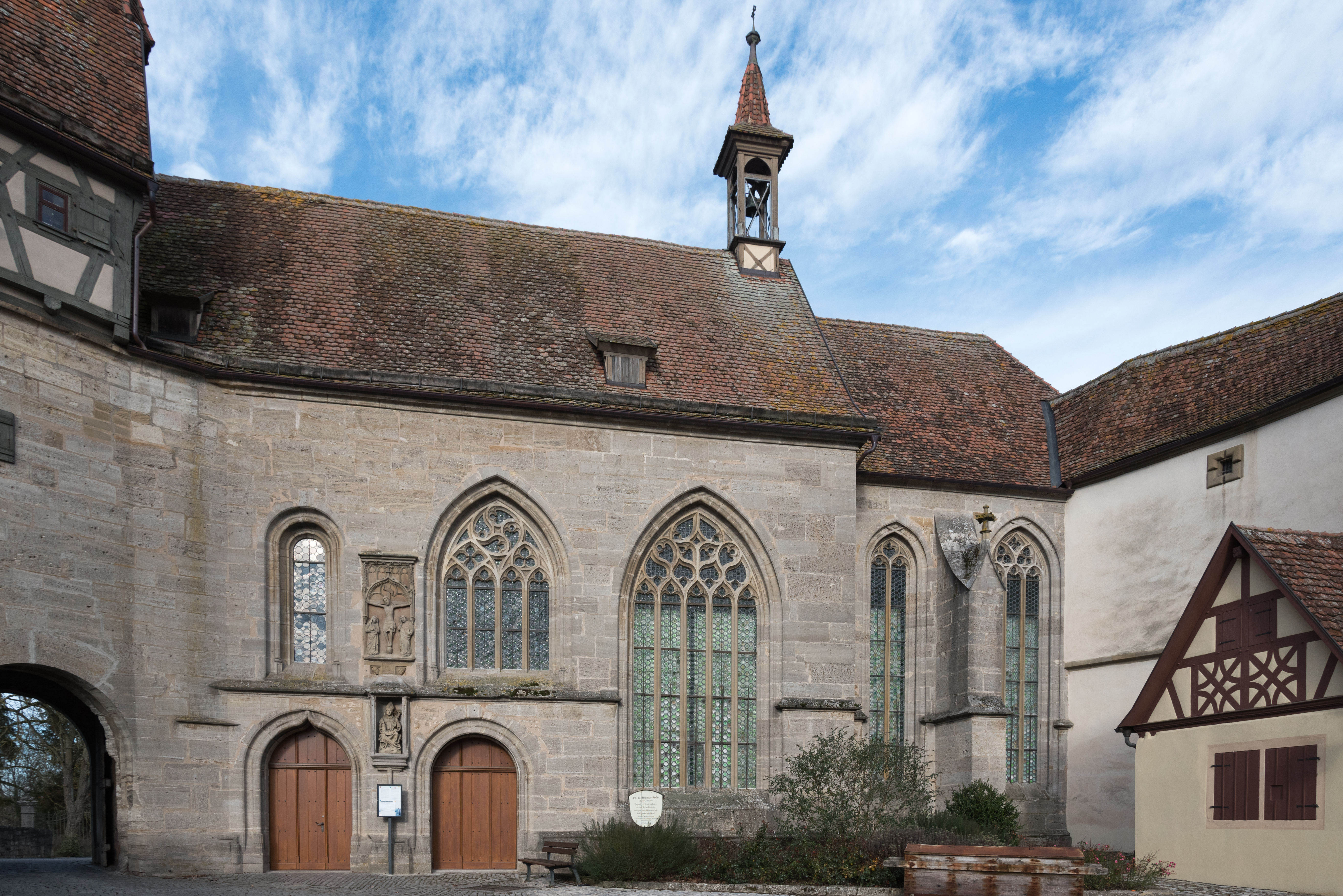
St. Wolfgang (Rothenburg ob der Tauber)

Die ehemalige Kirche der Bruderschaft der Schäfer, die an der Klingentorbastei 4 in der Großen Kreisstadt Rothenburg ob der Tauber im Landkreis Ansbach (Mittelfranken, Bayern) steht, ist jetzt die denkmalgeschützte, evangelisch-lutherische Kirche St. Wolfgang. Die Kirche ist unter der Denkmalnummer D-5-71-193-341 als Baudenkmal in der Bayerischen Denkmalliste eingetragen.
Namensgeber ist Wolfgang von Regensburg.

## Architektur und Ausstattung
Die Saalkirche aus Quadermauerwerk wurde 1475/93 über den Kasematten der Klingentorbastei erbaut. Sie besteht aus einem Langhaus und einem eingezogenen, mit Strebepfeilern gestützten Chor mit abgesetzten 5/8-Schluss im Osten. Aus dem Satteldach des Langhauses erhebt sich im Osten ein quadratischer Dachreiter, der eine kleine Kirchenglocke beherbergt. In der Achse zwischen den beiden Portalen in der Südwand des Langhauses befindet sich in einer Nische ein Sitzbild des heiligen Wolfgang und darüber ein Relief mit einer Kreuzigungsgruppe. Die drei Joche des Langhauses sind mit einem Sterngewölbe überspannt, die zwei Joche des Chors mit einem Netzgewölbe.

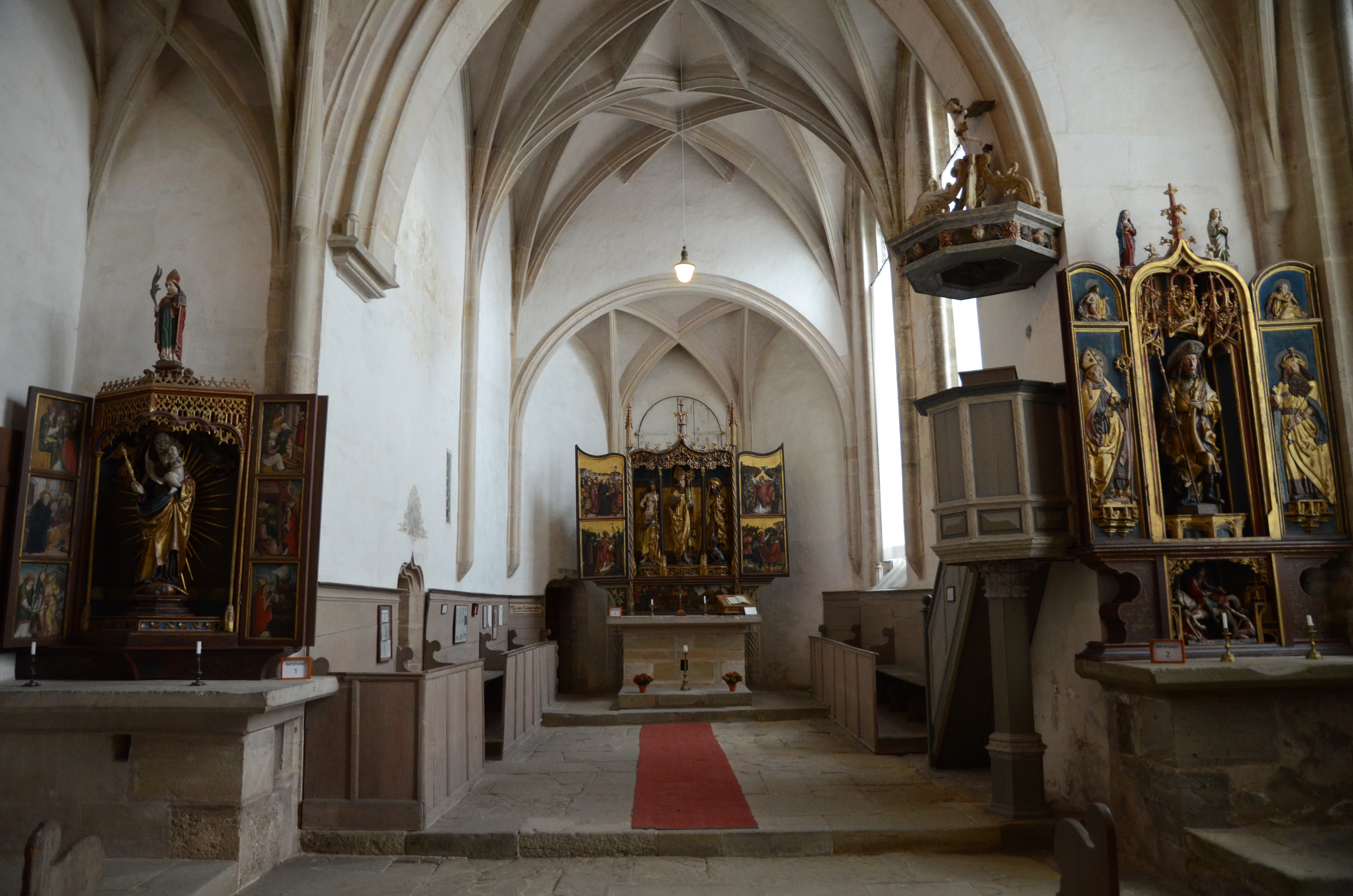
Die Flügelaltäre in St. Wolfgang

Der Flügelaltar im Chor wurde 1514 gebaut. Die drei Skulpturen im Mittelteil des Altars stellen den Kirchenpatron Wolfgang als Bischof dar, er wird flankiert von den beiden Pestheiligen Sebastian und Rochus von Montpellier. Die vier Gemälde auf den Flügeln erzählen Ereignisse aus dem Leben Wolfgangs. Das figurenreiche Bild in der Predella zeigt Jesus unter seinem Kreuz, die Häscher, sowie Johannes und die beiden Marien auf der einen und Veronika auf der anderen Seite.
Sie stammen von Wilhelm Ziegler.
Die beiden Seitenaltäre sind ebenfalls Flügelaltäre. Der Marienaltar auf der Nordseite enthält im mittleren Teil die Figur einer Madonna im Strahlenkranz mit dem Jesusknaben auf dem Arm. Die Bilder auf den beiden Seitenflügel zeigen Ereignisse aus dem Marienleben. Der gegenüberliegende Altar ist ein Wendelinus-Altar. Dargestellt ist der Heilige mit seinen Attributen Hirtenstab und Hirtenhorn, allerdings trägt er auf dem Kopf den Muschelhut eines Jakobspilgers. Der Hl. Wendelin ist der Schutzpatron der Schäfer sowie der Bruderschaft der Schäfer, die den Altar gestiftet hat, und deren Wappen sich zu Füßen des Heiligen befindet. Er wird flankiert von zwei weiteren Heiligen. Das Relief in der Predella zeigt den Hl. Martin zu Pferd, der seinen Mantel mit einem Bettler teilt.
Die Kanzel wurde in der 2. Hälfte des 17. Jahrhunderts gebaut, ebenso die Empore.